# جين ديفيس (سياسي)
جين ديفيس (بالإنجليزية: Gene Davis)‏ هو شخصية أعمال وسياسي أمريكي، ولد في 2 يوليو 1945 في سولت ليك في الولايات المتحدة. نشط حزبياً في Utah Democratic Party ‏ والحزب الديمقراطي. وقد انتخب عضو مجلس نواب ولاية يوتا.